# Commiphora gileadensis
Commiphora gileadensis (L.) C.Chr. è un albero della famiglia Burseraceae.
Dalla sua corteccia si estrae una resina naturale odorosa nota come balsamo della Mecca.

## Distribuzione e habitat
Cresce in Eritrea, Etiopia, Somalia, Kenya, Sudan, Arabia Saudita, Yemen, Oman meridionale.